# Gymnote (S 655)
Il Gymnote (S 655) fu un sottomarino lanciamissili balistici sperimentale a propulsione convenzionale (diesel elettrica) della Marine nationale francese. Varato nel 1964, è stato disarmato nel 1986.

## Storia
Nel 1960 fu decisa la costruzione del sottomarino sperimentale lanciamissili S655 Gymnote. Alcuni elementi dello scafo previsti per la costruzione del sottomarino Q244, che avrebbe dovuto essere il primo sottomarino nucleare francese a propulsione nucleare — ma al quale si rinuncia nel 1959 per via della scelta di una tecnologia di propulsione nucleare inadatta — furono utilizzati per la costruzione del Gymnote.
Varato il 17 marzo 1964, messo in servizio il 17 ottobre 1966, questo sottomarino sperimentale servì come banco di prova per il lancio dei missili SLBM destinati ai futuri sottomarini nucleari lanciamissili balistici della classe Le Redoutable. Per questo, il Gymnote fu equipaggiato di 4 tubi verticali lanciamissili. Fu quindi un laboratorio di test per le armi e gli equipaggiamenti dei sottomarini a propulsione nucleare e permise i test di tutti i missili SLBM fino al missile M4.
Sarà disarmato il 1º ottobre 1986 e lo scafo venduto e poi demolito a Saint-Nazaire nel giugno 1990.
Il nome Gymnote deriva da Gymnotus, genere di pesci ossei elettrofori appartenenti alla famiglia Gymnotidae.